# (214819) Gianotti
(214819) Gianotti est un astéroïde de la ceinture principale.

## Description
(214819) Gianotti est un astéroïde de la ceinture principale. Il fut découvert le 10 novembre 2006 à Vallemare Borbona par Vincenzo Silvano Casulli. Il présente une orbite caractérisée par un demi-grand axe de 3,09 UA, une excentricité de 0,06 et une inclinaison de 16,6° par rapport à l'écliptique.
Il est nommé d'après la physicienne Fabiola Gianotti.

## Compléments